# Оман на літніх Олімпійських іграх 1992
Оман брав участь у  Літніх Олімпійських іграх 1992 року в Барселоні (Іспанія) втретє за свою історію. За спортивну честь країни боролися 5 спортсменів-чоловіків у 2 видах спорту (легка атлетика, і стрільба), але жодної медалі не завоювали.